# Joaquim Malats i Miarons

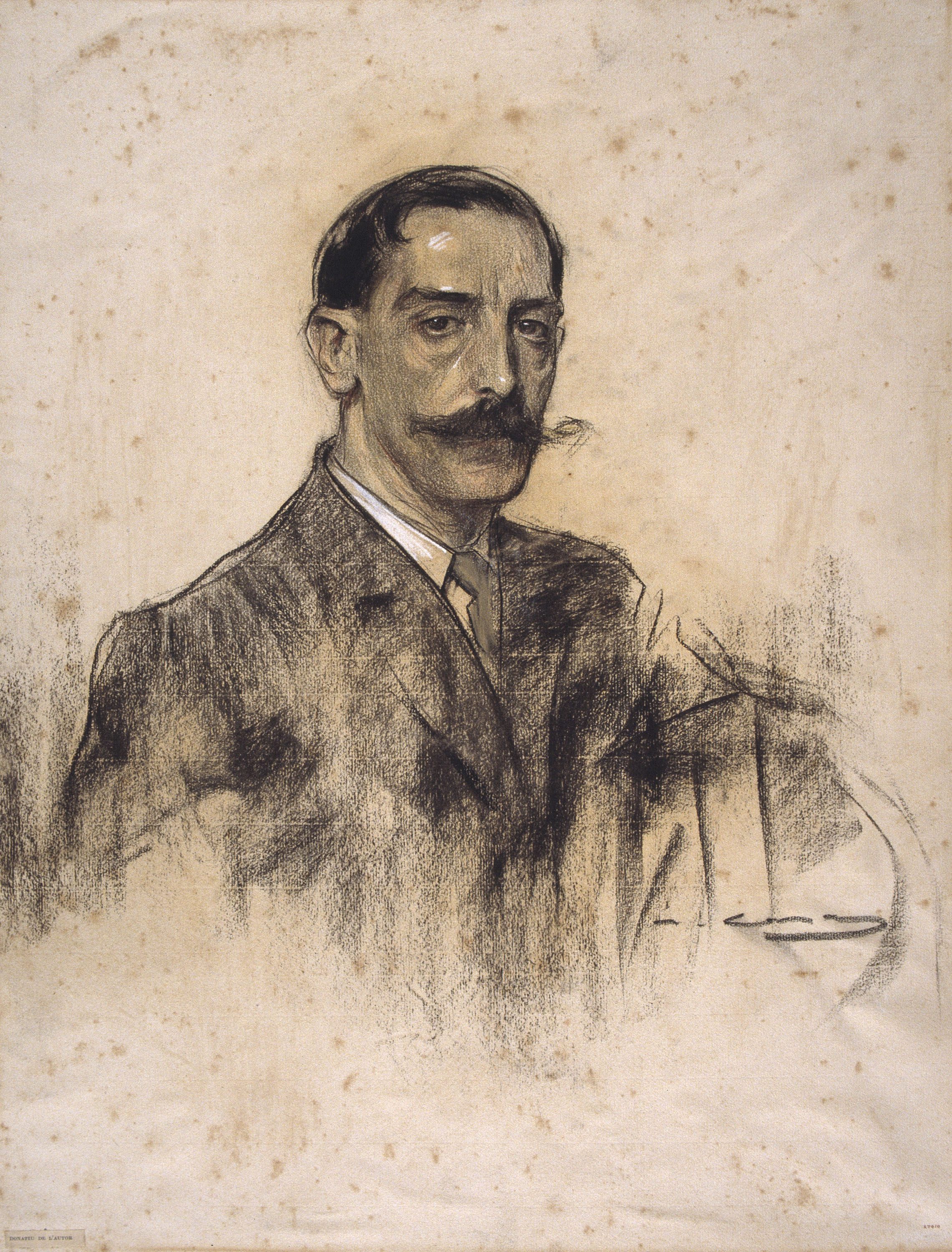
Joaquim Malats porträtiert von Ramon Casas

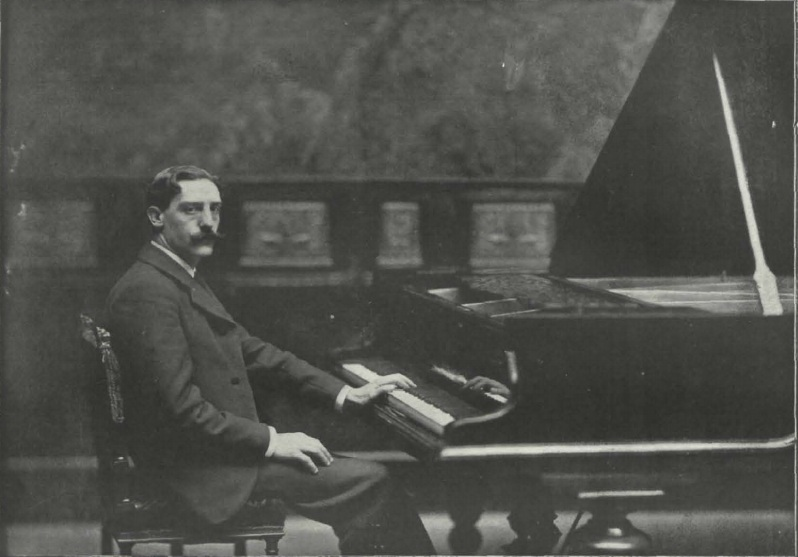
Joaquim Malats am Flügel fotografiert von Pau Audoard (vor 1900)

Joaquim Malats i Miarons (* 5. März 1872 in Sant Andreu de Palomar (heute zu Barcelona); † 22. Oktober 1912 in Barcelona) war ein katalanischer klassischer Pianist und Komponist, der in der Tradition der Katalanischen Pianistenschule stand.

## Leben und Werk

### Die frühen Jahre
Joaquim Malats wurde als zweites von vier Kindern in eine kleinbürgerliche Familie hineingeboren. Obwohl seine Eltern nach dem Geld schauen mussten, ermöglichten sie Joaquim und seinem älteren Bruder privaten Musikunterricht. Insbesondere der Vater trat später auch vehement dafür ein, dass Joaquim in einer Phase des Zweifels sein Musikstudium weiterführte und nicht zugunsten einer Schreinerlehre aufgab.
Malats begann im Oktober 1908 sein Solfège- und Klavierstudium bei Miquel Alsina. Ende 1881 wurde er noch von Teodor Vilar unterrichtet, der den Neunjährigen in die Lage versetzte, anspruchsvolle klassische Werke rein auf dem Klavier zu interpretieren. Bereits 1885, als Dreizehnjähriger trat Malats öffentlich in einem Konzert im Institut de Foment del Treball Nacional de Barcelona (Institut für Wirtschaftsförderung von Barcelona) auf. Hier interpretierte er unter anderem die Sonate op. 49 und das Adagio der Mondscheinsonate op. 27-2 von Ludwig van Beethoven, ein Rondo von Felix Mendelssohn sowie das Perpetuum Mobile von Carl Maria von Weber. In diesen frühen Jahren erarbeitete Malats sich eine solide Technik, die auf akribischer Genauigkeit in der Artikulation und dem Wissen um die stilistischen Merkmale der aufzuführenden  Werke der verschiedenen Komponisten, beruhte.
Nach raschen Fortschritten bei seinen Lehrern Alsina, Vilar und Goberna wechselte er im Jahr 1886 an die Escola Municipal de Música de Barcelona zu Joan Baptista Pujol. Bereits 1887 durfte er aufgrund herausragender Leistungen an einem Wettbewerb des Konservatoriums teilnehmen und erreichte auf Anhieb einen zweiten Platz hinter Ricardo Viñes. Nach einem hoch erfolgreichen zweiten Studienjahr gewann er den ersten Preis beim Abschlusswettbewerb und erhielt sein akademisches Abschlusszeugnis.

### Paris – Konservatorium und Karriere
Daraufhin erhielt er von der Stadt Barcelona ein Stipendium für Aufbaustudien bei Charles-Wilfred de Bériot am Pariser Konservatorium. Ende 1888 ging Malats studienhalber an das Konservatorium von Paris. Im Jahr 1893 gewann er an diesem Konservatorium den ersten Preis im Klavierwettbewerb. Vorsitzender der Jury dieses Wettbewerbes war Anton Rubinstein.
In Paris, wo er sich zunächst für einige Jahre nach seinem Studium niederließ, begann er seine Konzertkarriere. Ab 1897 gab er auch Konzerte in Madrid und Barcelona. Vor allen Dingen in Barcelona trat er in Duetten mit Enrique Granados, C. G. Vidiella und mit Camille Saint-Saëns auf. Im Jahr 1903 gewann er den prestigeträchtigen Diémer-Preis am Konservatorium von Paris. Damit rückte er in der öffentlichen Wahrnehmung endgültig in die Riege der besten Pianisten Europas auf. Ab 1905 folgten hoch erfolgreiche Tourneen durch ganz Europa und die Vereinigten Staaten. Sein absolutes Bravourstück in Konzerten war die Iberia-Suite von Albéniz.

### Die letzten Jahre 1910 bis 1912
Ab 1910 folgte Malats letzte Lebensphase. Er hatte mittlerweile eine Dozentur für Klavier und Orgel am Conservatori de Música i Declamació de Madrid inne. Malats gehörte zwei Jahre diesem Konservatorium als Lehrer an. Aber sein Gesundheitszustand begann sich entscheidend zu verschlechtern. Er konnte seinen Lehrauftrag letztlich nicht mehr normal ausführen. Das Datum, zu dem Malats aufhören musste, Klavierklassen zu unterrichten, ist nicht mehr genau bestimmbar. Malats starb am 22. Oktober 1912 in seinem Haus in Barcelona. Er wurde auf dem Cementiri de Sant Andreu in Barcelona beigesetzt. Am 1. Oktober 1913 wurde von den Gebrüdern Oslè an seinem Wohnhaus eine Gedenktafel angebracht.

## Werke von Joaquim Malats
Malats hat folgende Klavierwerke komponiert: Barcarola (1896); Babillage (1899); Napoli (1899); Capriccio; zwei Mazurcas; Sonata española; Vals Caprice. Des Weiteren verfasste er als Orchesterwerke die Suiten Impresiones de España No. 1 und 2 und das Konzert für Piano und Orchester (unvollendet), als Kammermusik ein Trio für Klavier Violine und Violoncello und das Stück Canto de amor für Klavier und Singstimme.

## Diskografie
- VAI Audio, 1992, VAIA/IPA 1001: The Catalan Piano Tradition. (CD mit historischen Klavieraufnahmen u. a. von Joaquim Malats als Pianist (mit Angabe des CD-Tracks), Zylinderaufnahmen von ca. 1903: Malats: Nr. 4: Serenata F-Dur; Nr. 5: Chopin: Walzer Op. 64 c-Moll; Nr. 6: Liszt: Ungarische Rhapsodie No. 13 a-Moll; Nr. 7: Wagner-Liszt: Isoldes Liebestod)